# أنجيلو كارفالو
أنجيلو فيريرا كارفالو (بالبرتغالية: Ângelo Ferreira Carvalho؛ 3 أغسطس 1925 - 8 أكتوبر 2008) كان لاعب كرة قدم برتغاليًا لعب كمدافع مع نادي بورتو.

## وصلات خارجية
- أنجيلو كارفالو على موقع قاعدة بيانات كرة القدم.إي يو (الإنجليزية)
- أنجيلو كارفالو على موقع ناشيونال فوتبول تيمز (الإنجليزية)